# 1866
Het jaar 1866 is het 66e jaar in de 19e eeuw volgens de christelijke jaartelling.

## Gebeurtenissen
januari
- 7 - Afschaffing in België van de Wet-Le Chapelier, het Franse verenigingsverbod uit 1791. De oprichting van vakbonden wordt nu mogelijk.

februari
- 10 - Beëdiging kabinet-Isaäc Dignus Fransen van de Putte.
- 15 - Te Wetteren ontploft een buskruitfabriek. Hierbij komen acht werknemers om het leven.

maart
- 24 - Met de dood van landgraaf Ferdinand van Hessen-Homburg is het regerend huis uitgestorven. Het land wordt herenigd met het groothertogdom Hessen-Darmstadt. Hierdoor vermindert het aantal leden van de Duitse Bond tot 33.

april
- 1 - Met de oprichting van de Provinciale Stoombootdiensten in Zeeland neemt de provincie het personenvervoer tussen de eilanden over van de particuliere veerdiensten.
- 4 - Mislukte moordaanslag op tsaar Alexander II van Rusland door D.V. Karakozov, een nihilist.
- 15 - Ontdekking van het decreet van Canopus.

mei
- 2 - De HSM voltooit de ombouw van de spoorlijn Amsterdam-Rotterdam van breedspoor op normaalspoor.
- 30 - De spoorlijn Groningen-Leeuwarden wordt officieel geopend door de Staat der Nederlanden. Het is de eerste spoorverbinding van de stad Groningen. Tegelijkertijd wordt ook het eerste station in Groningen in gebruik genomen. De trein is al snel zo succesvol dat derdeklas-passagiers regelmatig in goederenwagens moeten worden vervoerd. De exploitant is de Maatschappij tot Exploitatie van Staatsspoorwegen. De treinen rijden vanaf 1 juni.

juni
- 1 - Begin van de Fenian raids: Ierse veteranen uit de Amerikaanse Burgeroorlog voeren aanvallen uit op Canadees grondgebied, waarbij enkele tientallen Canadese militairen worden gedood. Ze eisen onafhankelijkheid voor Ierland. President Johnson stuurt generaal Ulysses S. Grant naar de grens om herhaling te voorkomen.
- 1 - Beëdiging in Nederland van het Kabinet Van Zuylen van Nijevelt-Heemskerk Azn.
- 22 - Een poging tot muiterij in de kazerne San Gil in Madrid ondersteund door progressisten en democraten, leidt tot straatgevechten tussen muiters en koningsgezinde troepen in Madrid, en enkele weken later tot de val van premier O'Donnell.
- 25 - Opening van de Haagse paardentram, de eerste interlokale tramlijn van Nederland tussen Den Haag en Delft. Omdat niet overal rails kon of mocht worden gelegd, zijn de Franse wagens uitgerust met wielen die ook geschikt zijn voor de straat. De dienst wordt dan ook wel de "Fransche Omnibus" genoemd.
- juni - Een bankrun in Londen op Overend, Gurney and Company leidt tot een langdurige recessie.

juli
- 1 - De Maatschappij tot Exploitatie van Staatsspoorwegen neemt drie spoorlijnen van de Staat der Nederlanden in gebruik: Breda-Moerdijk (waar een bootdienst naar Dordrecht en Rotterdam begint), Boxtel-Eindhoven en Hengelo-Enschede.
- 3 - koninkrijk Pruisen brengt het keizerrijk Oostenrijk in de Slag bij Sadová (slag bij Königgrätz) een nederlaag toe.
- 10 - De Spaanse regering van Leopoldo O'Donnell moet aftreden wegens het geweld waarmee een opstand in de kazerne van San Gil is neergeslagen.
- 27 - De eerste trans-Atlantische telegraafkabel komt gereed.

augustus
- 1 - België tekent als 9e Westers land een Vriendschaps- en handelsverdrag met het shogunaat.
- 18 - 17 staten in Noord-Duitsland sluiten zich onder leiding van Pruisen samen tot de Noord-Duitse Bond.
- 23 - Verdrag van Praag (1866): einde van de Pruisisch-Oostenrijkse Oorlog en ontbinding van de Duitse Bond.
- 24 - Laatste zitting van de Duitse Bond, waarvan ook de Nederlandse provincie Limburg (met uitzondering van Venlo en Maastricht) deel uitmaakte.  Beieren, Württemberg, Baden, Luxemburg en Liechtenstein worden onafhankelijk.
- 31 - De controleur Roos aanvaardt namens Nederland het bestuur over het eiland Soemba. Men laat de bevolking onder het bestuur van haar eigen hoofden (radjas).

september
- 2 - Augustin Mouchot demonstreert zijn zonnemachine aan keizer Napoleon III door er een waterpomp en een drukpers mee aan te drijven.
- 5 - Op de Grote Markt van Tongeren wordt in aanwezigheid van het koninklijk paar een standbeeld van de Keltische aanvoerder Ambiorix onthuld.
- 16 - In Palermo breekt de Opstand van Zeven-en-een-halve-dag uit gericht tegen de centrale regering van Italië. Deze wordt zeven dagen later neergeslagen.
- 20 - Afkondiging van de wet die voorziet in de annexatie door Pruisen van het koninkrijk Hannover, het keurvorstendom Hessen-Kassel, het hertogdom Nassau en de vrije stad Frankfort.

oktober
- 1 - De Maatschappij tot Exploitatie van Staatsspoorwegen opent een groot en nieuw station in Zwolle aan de lijn Arnhem - Leeuwarden. Tevens worden in gebruik genomen de spoorlijnen Venlo-Eindhoven en Deventer-Zwolle, beide eigendom van de Staat der Nederlanden.
- 8 - Afkondiging in Hessen van de annexatie van het keurvorstendom Hessen-Kassel, het hertogdom Nassau en het groothertogdom Frankfurt door Pruisen
- 15 - Het Kanaal door Zuid-Beveland gaat open voor het scheepvaartverkeer. Het bijna 11 kilometer lange kanaal verbindt de Oosterschelde met de Westerschelde en is daarmee een belangrijke schakel in de druk bevaren route tussen de havens van Rotterdam en Antwerpen, Terneuzen en Gent.
- 31 - Begin van de graafwerkzaamheden voor de Nieuwe Waterweg. Kroonprins Willem geeft het startsein.
- 31 - Eerstesteenlegging op de Galgenberg in Brussel van het nieuwe Justitiepaleis van Joseph Poelaert.

november
- 5 - Met het gereedkomen van het traject Kaldenkirchen - Venlo wordt de spoorlijn Viersen - Venlo geopend.
- 16 - Na een verschijningsverbod van drie maanden door de Pruisische overheid komt de Frankfurter Zeitung weer uit.
- 26 - Stranding van de Cornelia bij Ouddorp. Doordat een door de bemanning overboord gegooide fles wordt gevonden worden de 26 opvarenden op twee na gered.

december
- 21 - De Fetterman Fight, waarbij 81 Amerikaanse soldaten omkomen, is het grootste militaire debacle geleden door de US Army op de Great Plains tot dit moment.

zonder datum
- 21.000 doden bij choleraepidemie in Nederland. In Amsterdam, dat al een  waterleidingnet heeft, vallen relatief weinig slachtoffers. De druk wordt groot om ook andere steden van leidingwater te voorzien.
- Gregor Mendel laat zijn erfelijkheidswetten uitgeven.
- Uitvinding van het leclanché-element. Dit galvanisch element dat een spanning afgeeft van 1,5 volt, is een van de eerste moderne batterijen en de voorloper van de droge zink-koolstofcel. Het zal veel worden gebruikt in de telegrafie en de spoorwegsignalering.

## Muziek
- Jacques Offenbach schrijft de opera La Vie Parisienne
- 24 april: eerste uitvoering van Korsfarerne van Niels Gade
- In Nederland verschijnt de bundel met kinderliedjes "De zingende kinderwereld" van Jan Goeverneur (teksten) en Jan Worp (muziek) met onder meer "In een groen groen knollen knollenland", "Toen onze Mop een mopje was" en "Roodborstje tikt tegen 't raam".

## Beeldende kunst

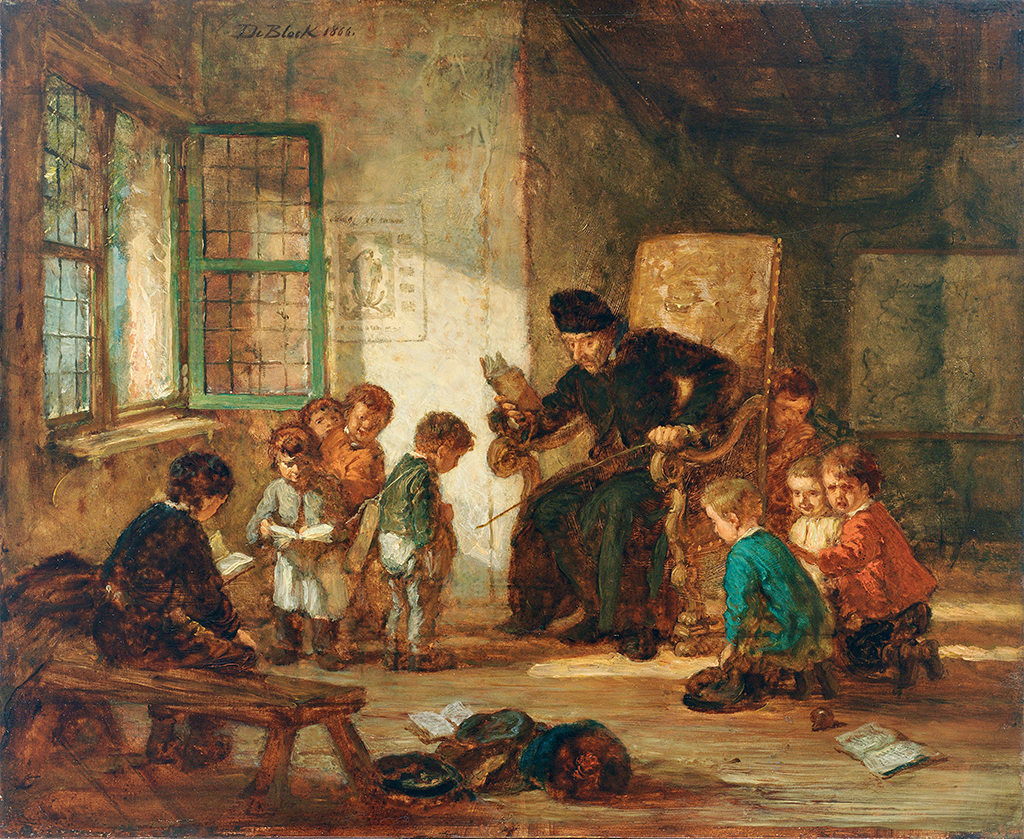
Leraar en leerlingen (1866) Eugène-François de Block
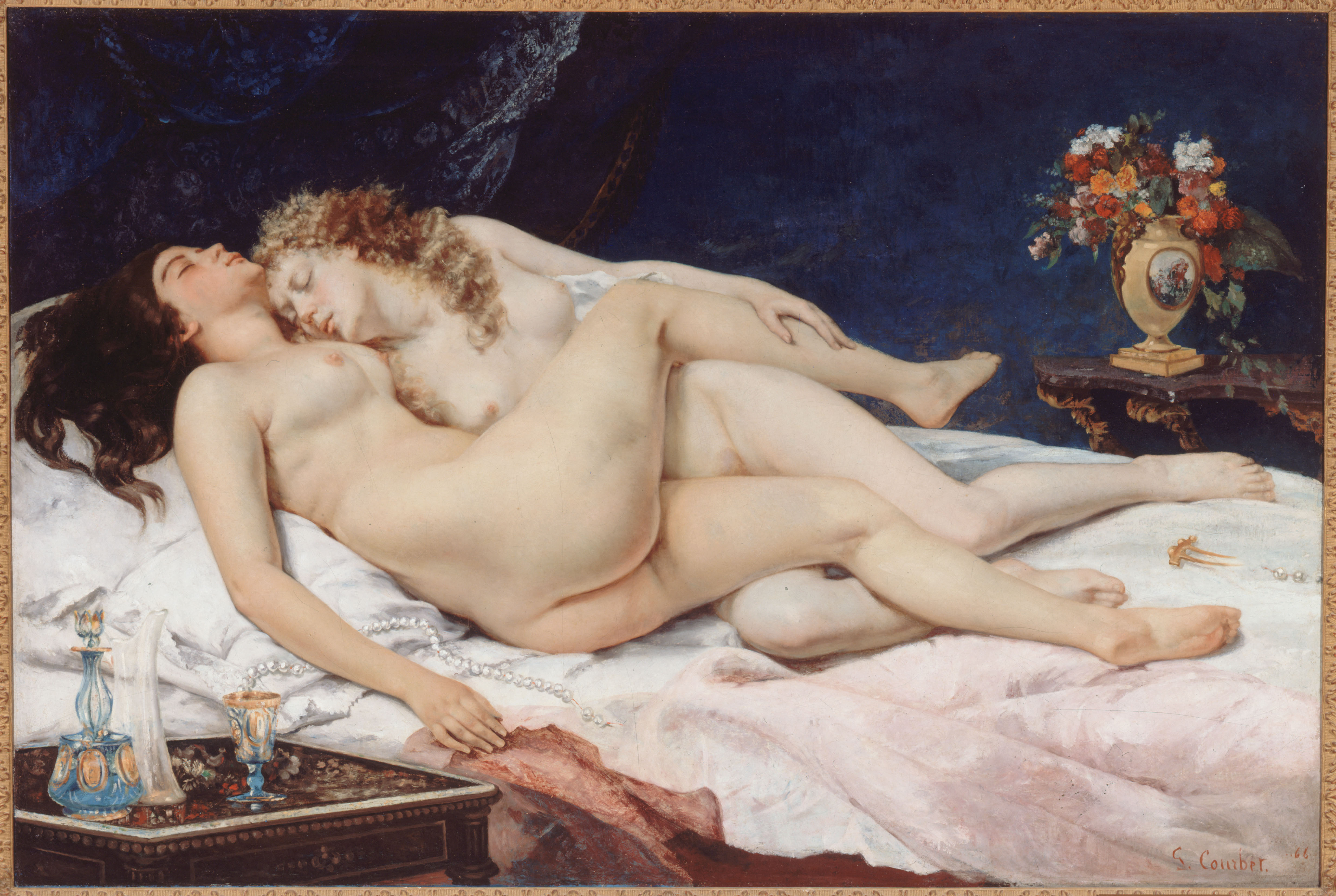
De slaap (1866) Gustave Courbet
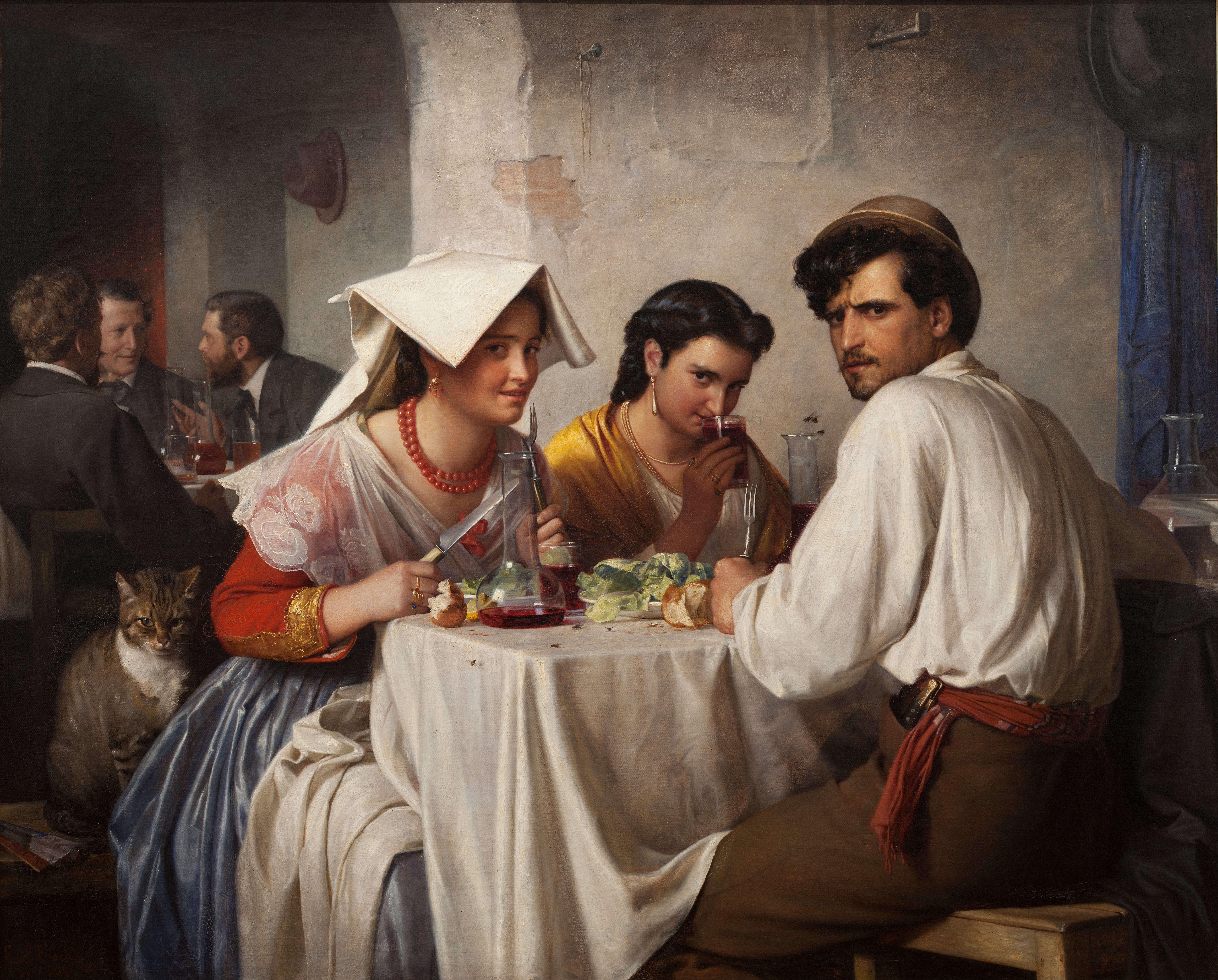
In een Romeinse osteria (1866) Carl Bloch
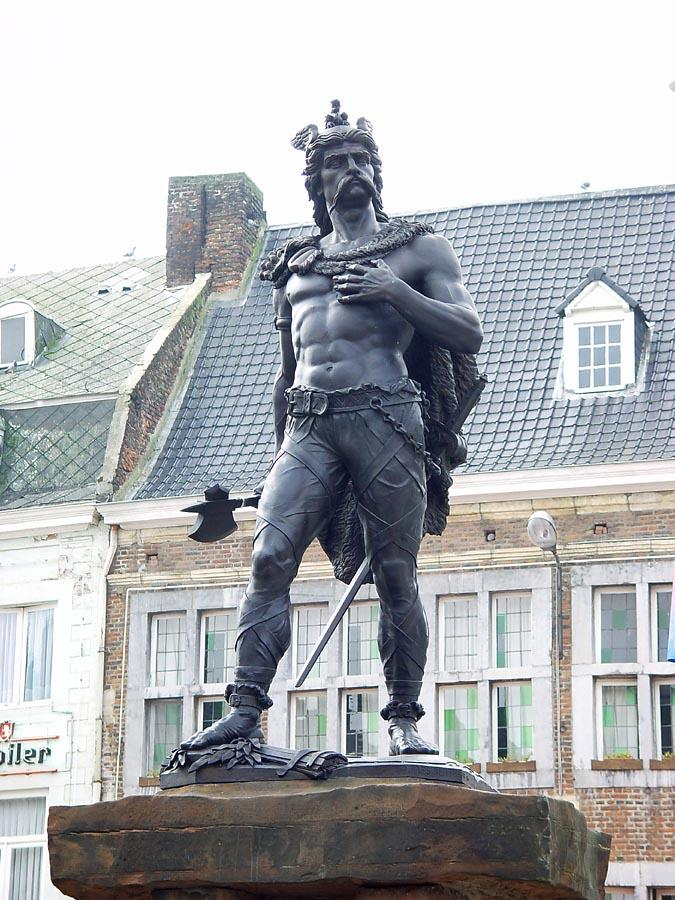
Standbeeld van Ambiorix, Tongeren (1866) Jules Bertin

## Bouwkunst

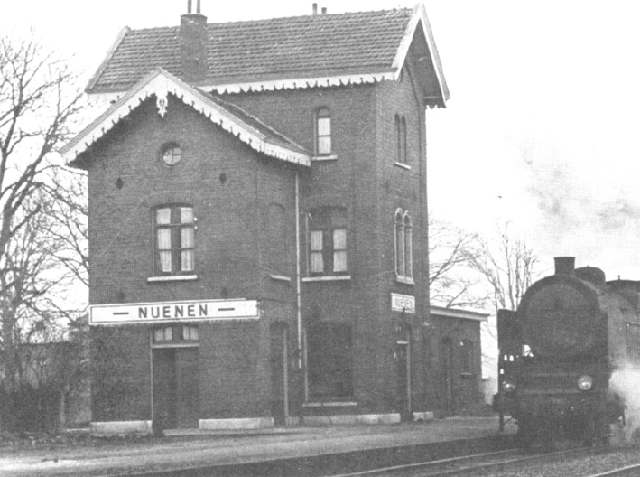
Station Nuenen-Tongelre (1866) K. H. van Brederode
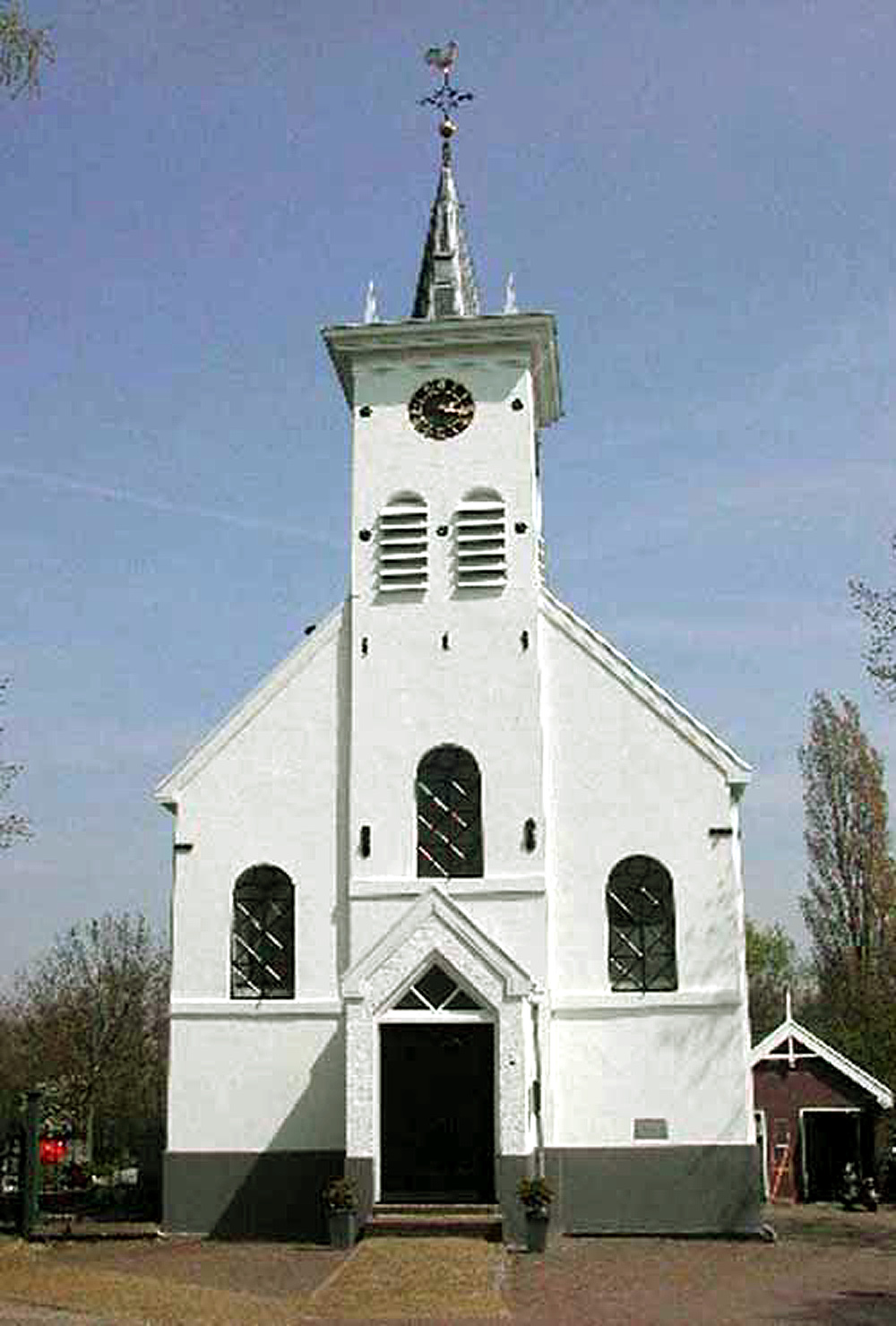
Schellingwouderkerk (1866) G. Kater Pzn

## Geboren

### januari
- 4 - Ernest Mangnall, Engels voetbalcoach (overleden 1932)
- 24 - Jaan Poska, Estisch staatsman (overleden 1920)
- 29 - Romain Rolland, Frans schrijver (overleden 1944)

### februari
- 1 - Henri Albers, Nederlands-Frans operazanger (overleden 1926)
- 4 - František Krejčík, Tsjechisch componist en kapelmeester (overleden 1911)
- 14 - William Townley, Engels voetballer en voetbalcoach (overleden 1950)
- 16 - Vjatsjeslav Ivanov, Russisch schrijver, dichter, dramaturg filosoof en criticus (overleden 1949)
- 19 - Mary Anderson (uitvindster), Amerikaanse uitvindster van de ruitenwisser (overleden 1953)
- 24 - Hubert Van Innis, Belgisch boogschutter (overleden 1961)
- 26 - Herbert Henry Dow, Amerikaans industrieel en uitvinder (overleden 1930)

### maart
- 3 - Marie Adolphine, heilig verklaarde Rooms-katholieke zuster (overleden 1900)
- 8 - Pjotr Lebedev, Russisch natuurkundige (overleden 1912)
- 20 - Ali Sami Yen, Turks voetbalcoach en voetbalbestuurder (overleden 1951)
- 23 - Maurice Pic, Frans entomoloog (overleden 1957)

### april
- 1 - Ferruccio Busoni, Italiaans componist en pianist (overleden 1924)
- 9 - Johannes Petrus Judocus Wierts, Nederlands toondichter en componist (overleden 1944)
- 13 - Aleksandr Oeljanov, Russisch revolutionair, broer van Lenin (overleden 1887)
- 14 april - Anne Sullivan, docente van Helen Keller (overleden 1936)
- 22 - Hans von Seeckt, Duits generaal (overleden 1936)
- 24 - Frans Coenen, Nederlands schrijver, essayist en literatuurcriticus (overleden 1936)
- 27 - James Mitchell, 13e premier en 20e gouverneur van West-Australië (overleden 1951)

### mei
- 17 - Erik Satie, Frans componist en pianist (overleden 1925)
- 23 - Johannes de Heer, Nederlands evangelist (overleden 1961)
- 24 - Jóhann Magnús Bjarnason, IJslands schrijver (overleden 1945)

### juni
- 13 - Lambertus Zijl, Nederlands beeldhouwer en medailleur (overleden 1947)
- 18 - Karl Josef Gollrad, Duits kunstschilder (overleden 1940)
- 26 - Lord Carnarvon, Brits egyptoloog (overleden 1923)

### juli
- 24 - Joël Vredenburg, Nederlands (opper)rabbijn (overleden 1943)
- 26 - George Barr McCutcheon, Amerikaans schrijver (overleden 1928)
- 28 - Beatrix Potter, Brits schrijfster (overleden 1943)

### augustus
- 2 - Adrien de Gerlache, Belgisch ontdekkingsreiziger en militair (overleden 1934)
- 8 - Matthew Henson, Amerikaans poolonderzoeker (overleden 1955)
- 15 - Janus Ooms, Nederlands roeier (overleden 1924)

### september
- 10 - Jeppe Aakjær, Deens dichter en schrijver (overleden 1930)
- 25 - Thomas Hunt Morgan, Amerikaans bioloog (overleden 1945)

### oktober
- 6 - Reginald Fessenden, Canadees ingenieur, uitvinder en radiopionier (overleden 1932)
- 20 - Kazimierz Twardowski, Pools filosoof en logicus (overleden 1938)
- 22 - E. Phillips Oppenheim, Engels schrijver (overleden 1946)
- 29 - Antonio Luna, Filipijns generaal (overleden 1899)

### november
- 7 - Paul Lincke, Duits componist en theaterkapelmeester (overleden 1946)
- 8 - Herbert Austin, Brits autobouwer; grondlegger van de Austin Motor Company (overleden 1941)
- 18 - Henry Daglish, 6e premier van West-Australië (overleden 1920)
- 19 - Wouter Nijhoff, Nederlands boekhandelaar, antiquaar en uitgever (overleden 1947)

### december
- 12 - Alfred Werner, Duits scheikundige en Nobelprijswinnaar (overleden 1919)
- 17 - Kazys Grinius, president van Litouwen (overleden 1950)
- 18 - Holger Nielsen, Deens schutter, schermer en atleet (overleden 1955)
- 18 - Antoon van Welie, Nederlands schilder en tekenaar (overleden 1956)
- 29 - Joseph Limburg, Nederlands advocaat en politicus (overleden 1940)

## Overleden
maart
- 6 - William Whewell (71), Engels wetenschapper, priester en wetenschapshistoricus
- 8 - Siméon-François Berneux (51), Frans missionaris en martelaar in Korea
- 20 - Rikard Nordraak (23), Noors componist
- 24 - Marie Amélie van Bourbon-Sicilië (83), koningin van Frankrijk

juni
- 20 - Bernhard Riemann (39), Duits wiskundige
- 23 - Samuel Sarphati (53), Nederlands arts

augustus
- 6 - Christian Eric Fahlcrantz (75), Zweeds theoloog en schrijver

oktober
- 13 - William Hopkins (73), Engels wiskundige en geoloog

november
- 26 - Jean-Jacques Willmar (74), Luxemburgs politicus

december
- 10 - Roelof Hendrik Graadt Jonckers (61), Nederlands dominee en schrijver

## Weerextremen in België
- mei: mei met laagste gemiddelde dampdruk: 8,3 hPa (normaal 11 hPa).

Bron: KMI Gegevens Ukkel 1901-2003  met aanvullingen 